# 神石村
神石村（かみいしむら）は、かつて大阪府にあった村である。現在の堺市堺区石津町、神石市之町、旭ケ丘南町、緑ケ丘各町、南陵町、霞ケ丘町などにあたるが、履中天皇陵を町域とする石津ケ丘は西区となる。
廃止時点の人口は3,580人、面積1.65km2。

## 歴史
「神石」の地名は、市村、踞尾村が属していた「神野荘」と、上石津村が属していた「石津郷」のそれぞれ一字をとったもの。石津川における晒業の中心だった地域である。
- 1650年（慶安3年） 大鳥郡石津村を下石津村と上石津村に分村。
- 1889年（明治22年）4月1日 町村制施行により、大鳥郡上石津村、市村、踞尾村が合併して、大鳥郡神石村が発足。大字上石津に村役場を設置。
- 1891年（明治24年）2月25日 大字踞尾が神石村を離脱し、踞尾村として分立。
- 1896年（明治29年）4月1日 郡の統合により泉北郡に属する。
- 1934年（昭和9年） 大字上石津より新大字の旭ケ丘を分立。
- 1938年（昭和13年）2月11日 堺市に編入される。
- 1939年（昭和14年） 堺市石津町、旭ケ丘町、霞ケ丘町、石津ケ丘、神石市之町、旭ケ丘御池通、旭ケ丘昭和通、旭ケ丘戎通、旭ケ丘南陵通、旭ケ丘辰巳通の町名に改称。

## 交通

### 道路
- 熊野街道（小栗街道）